# Лановецкий завод железобетонных изделий
Лановецкий завод железобетонных изделий (укр. Лановецький завод залізобетонних виробів) — промышленное предприятие в городе Лановцы Тернопольской области Украины.

## История
Лановецкий завод железобетонных конструкций был создан в соответствии с шестым пятилетним планом развития народного хозяйства СССР в 1962 году, на базе помещений депо железнодорожной станции Лановцы. Обеспечение завода песком производилось из песчаного карьера на окраине города (находившегося в 0,2 км от автодороги Лановцы — Тернополь), подвоз цемента и вывоз готовых изделий проходил по железной дороге (от которой к заводу была проложена ветка). В 1963 году завод произвёл первую продукцию.
В следующие годы завод сыграл значительную роль в развитии райцентра и других населенных пунктов Лановецкого и других районов Тернопольской области, строительстве здесь многоэтажных жилых домов и новых общественных зданий. Поскольку производство строительных материалов стало основной отраслью промышленности райцентра, в середине 1960-х годов выходившая в Лановцах газета получила новое название — «Будівник комунизму».
В ходе восьмой пятилетки завод был расширен и увеличил производительность, 10 декабря 1972 года он досрочно завершил годовой производственный план на 1972 год.
По состоянию на начало 1973 года, основной продукцией завода являлись железобетонные блоки, плиты, перекладины и столбы для жилого строительства и построек хозяйственного назначения.
В целом, в советское время входил в число крупнейших предприятий райцентра.
После провозглашения независимости Украины объёмы государственного строительства значительно сократились и положение завода осложнилось. В дальнейшем, государственное предприятие было преобразовано в открытое акционерное общество «Лановецкий завод железобетонных изделий».